# Pajkan Teheran (piłka siatkowa)
Pajkan Teheran – irański męski klub siatkarski, powstały w 1967 r. w Teheranie.

## Sukcesy
Mistrzostwo Iranu:
- 1997, 1998, 1999, 2000, 2003, 2006, 2007, 2008, 2009, 2010, 2011, 2015
- 2001, 2002, 2004, 2016, 2017, 2022[1]
- 2005, 2012, 2013

Klubowe Mistrzostwa Azji:
- 2002, 2006, 2007, 2008, 2009, 2010, 2011, 2022[2]
- 2000, 2004
- 1999, 2015

Klubowe Mistrzostwa Świata:
- 2010

## Polacy w klubie
| Lata gry              | Imię i nazwisko |
| --------------------- | --------------- |
| 2022- (od 19.11.2022) | Rafał Faryna    |

## Kadra

### Sezon 2017/2018
| Nr | Imię i nazwisko     | Data ur. | Wzrost | Pozycja      |
| -- | ------------------- | -------- | ------ | ------------ |
| 3  | Kay van Dijk        | 1984     | 215    | atakujący    |
| 4  | Sa’id Maruf         | 1985     | 189    | rozgrywający |
| 8  | Farhad Zarif        | 1983     | 165    | libero       |
| 9  | Salim Cheperli      | 1996     | 201    | przyjmujący  |
| 10 | Simon Van De Voorde | 1989     | 208    | środkowy     |
| 12 | Farhad Nazari       | 1984     | 195    | przyjmujący  |
| 14 | Parviz Pezeshki     | 1979     | 185    | rozgrywający |
| 16 | Reza Aslani         | 1994     | 165    | libero       |
| 17 | Shayan Shahsavand   | 1997     | 191    | przyjmujący  |
| 20 | Porija Jali         | 1999     | 209    | atakujący    |

### Sezon 2016/2017
| Nr | Imię i nazwisko             | Data ur. | Wzrost | Pozycja      |
| -- | --------------------------- | -------- | ------ | ------------ |
| 1  | Farhad Salafzoon            | 1992     | 200    | rozgrywający |
| 2  | Mostafa Szarifat            | 1987     | 204    | środkowy     |
| 3  | Saeed Mostafavand           | 1983     | 195    | środkowy     |
| 4  | Sa’id Maruf                 | 1985     | 189    | rozgrywający |
| 6  | Amin Esmaeilnezhad          | 1996     | 203    | atakujący    |
| 7  | Shayan Shahsavand           | 1997     | 191    | przyjmujący  |
| 8  | Salim Cheperli              | 1996     | 201    | przyjmujący  |
| 10 | Amir Ghafur                 | 1991     | 202    | atakujący    |
| 11 | Nikola Kovačević            | 1983     | 193    | przyjmujący  |
| 12 | Farhad Nazari               | 1984     | 195    | przyjmujący  |
| 14 | Mohammad Dżawad Manawineżad | 1995     | 200    | przyjmujący  |
| 16 | Reza Aslani                 | 1994     | 165    | libero       |
| 19 | Mehdi Marandi               | 1986     | 172    | libero       |
| 20 | Porija Jali                 | 1999     | 209    | atakujący    |

### Sezon 2015/2016
| Nr | Imię i nazwisko              | Data ur. | Wzrost | Pozycja      |
| -- | ---------------------------- | -------- | ------ | ------------ |
| 1  | Mohammad Reza Hosseini Pouya | 1994     | 194    | atakujący    |
| 2  | Masoud Gholami               | 1990     | 204    | środkowy     |
| 3  | Saman Fa’ezi                 | 1991     | 204    | środkowy     |
| 4  | Farhad Salafzoon             | 1992     | 200    | rozgrywający |
| 5  | Farhad Gha’emi               | 1989     | 197    | przyjmujący  |
| 6  | Mehrdad Sheibanimehr         | 1995     | 200    | środkowy     |
| 7  | Valerio Vermiglio            | 1976     | 190    | rozgrywający |
| 8  | Salim Cheperli               | 1996     | 201    | przyjmujący  |
| 9  | Mohammad Dżawad Manawineżad  | 1995     | 200    | przyjmujący  |
| 10 | Amir Ghafur                  | 1991     | 202    | atakujący    |
| 11 | Modżtaba Mirzadżanpur        | 1991     | 205    | przyjmujący  |
| 14 | Reza Safaei                  | 1990     | 194    | atakujący    |
| 16 | Reza Aslani                  | 1994     | 165    | libero       |
| 18 | Nikołaj Nikołow              | 1986     | 206    | środkowy     |
| 19 | Mehdi Marandi                | 1986     | 172    | libero       |

### Sezon 2014/2015
| Nr | Imię i nazwisko             | Data ur. | Wzrost | Pozycja      |
| -- | --------------------------- | -------- | ------ | ------------ |
| 1  | Saman Fa’ezi                | 1991     | 204    | środkowy     |
| 2  | Nico Freriks                | 1981     | 192    | rozgrywający |
| 3  | Amir Hosseini               | 1975     | 183    | rozgrywający |
| 4  | Mohammad Dżawad Manawineżad | 1995     | 200    | przyjmujący  |
| 5  | Farhad Gha’emi              | 1989     | 197    | przyjmujący  |
| 6  | Mohammad Musawi             | 1987     | 203    | środkowy     |
| 7  | Ali Hossein                 | 1982     | 180    | libero       |
| 8  | Mehrdad Sheibanimehr        | 1995     | 200    | środkowy     |
| 10 | Sajad Dehnavi               | 1993     | 198    | środkowy     |
| 11 | Modżtaba Mirzadżanpur       | 1991     | 205    | przyjmujący  |
| 14 | Reza Safaei                 | 1990     | 194    | atakujący    |
| 17 | Reza Ghara                  | 1991     | 200    | atakujący    |
|    | Metodi Ananiew              | 1986     | 203    | przyjmujący  |